# Steven Mackintosh
Steven Mackintosh es un actor británico, más conocido por sus participaciones en cine, teatro y televisión.

## Biografía
Es hijo de Dorothy Parris y Malcolm Mackintosh, tiene una hermana Lynda Mackintosh y un perro llamado Miperraluna05
En 1989 Steven se casó con la actriz Lisa Jacobs, la pareja tiene dos hijas: la actriz Martha Mackintosh y Blythe Mackintosh.

## Carrera
En 1985 interpretó a Nigel Partridge, el mejor amigo de Adrian Mole (Gian Sammarco) en la serie The Secret Diary of Adrian Mole Aged 13 3/4. Ese mismo año apareció como invitado en la popular serie Doctor Who donde interpretó a Gazak, un rebelde de Karfelon, que es desterrado junto con Tyheer. En 1987 volvió a dar vida a Nigel, ahora en la serie The Growing Pains of Adrian Mole.
En 1998 se unió al elenco de la película Lock, Stock and Two Smoking Barrels donde interpretó a Winston. En ese mismo año interpretó a Kim, una mujer transexual en Different for Girls. En 2003 apareció en las películas The Tulse Luper Suitcases, Part 1: The Moab Story y The Tulse Luper Suitcases: Antwerp, donde dio vida a Günther Zeloty. Ese mismo año apareció en la película The Other Boleyn Girl donde interpretó a George Boleyn, el hermano de la reina Anne Boleyn (Jodhi May).
En 2004 interpretó nuevamente a Günther Zeloty ahora la película The Tulse Luper Suitcases, Part 2: Vaux to the Sea. En 2005 apareció en la película The Secret Life of Words donde interpretó al doctor Sulitzer. Ese mismo año dio vida al doctor Jopkins en la película The Jacket. En 2006 apareció en la película Underworld: Evolution donde interpretó al vampiro Andreas Tanis, historiador de los vampiros desterrado hace 300 años porque Selene (Kate Beckinsale) bajo las órdenes del rey Viktor (Bill Nighy). Ese mismo año apareció en la serie The Amazing Mrs Pritchard donde dio vida a Ian Pritchard, el esposo de la primera ministra Rosamund "Ros" Jane Pritchard (Jane Horrocks).
En 2007 prestó su voz para narrar The Beckoning Silence, un drama que sigue el fallido intento por escalar la parte norte del Eiger. Ese mismo año narró el docudrama A Very British Sex Scandal, que narra las experiencias y acciones de Peter Wildeblood (Martin Hutson), que eventualmente condujeron a la despenalización de la homosexualidad en Gran Bretaña.
En 2009 volvió a interpretar a Andreas Tanis, ahora en la película Underworld: Rise of the Lycans. Ese mismo año se unió al elenco principal de la segunda temporada de la serie Criminal Justice donde interpretó al detective inspector de la policía Chris Sexton, quien asisten al detective en jefe Bill Faber (Denis Lawson) en la investigación del asesinato del abogado Joe Miller. En 2010 dio vida al detective inspector Ian Reed en la primera temporada de la serie Luther, hasta el final luego de que su personaje fuera asesinado por Alice Morgan (Ruth Wilson) de un disparo, luego de que Ian intentara matar a todos los que lo ataban a sus negocios crímenes.
En 2011 apareció como invitado en la serie Camelot donde dio vida a Ewan, el hermano de Wade (Marek Toth). Ese mismo año se unió al elenco de la segunda temporada de la serie The Jury donde interpretó al jurado Paul Brierley, un divorciado que pasa la mayor parte de su tiempo cuidando de su madre enferma June Brierly (Anne Reid).
En 2012 apareció en a película The Sweeney donde interpretó al detective inspector de la policía Ivan Lewis, el esposo de la detective Nancy Lewis (Hayley Atwell). Ese mismo año se unió a la miniserie Inside Men donde interpretó al gerente John Coniston.
En 2013 apareció en la película Kick-Ass 2 donde dio vida al papá de Tommy, un joven que había sido secuestrado. Junto a su esposa (Monica Dolan) obtienen el sobrenombre de "Remembering Tommy" y se convierten en un dúo que lucha contra el crimen. Ese mismo año interpretó al periodista Kieron Moss, el novio de Patricia Keenan (Claudie Blakley) en la serie What Remains.
En 2014 se unió al elenco de la miniserie From There to Here donde dio vida a Robbo Cotton, el hermano de Daniel Cotton (Philip Glenister). Robbo dirige un club nocturno en Mánchester.
En 2016 se anunció que se uniría al elenco de la segunda temporada de la serie Safe House.

## Filmografía

### Cine
| Año  | Título                              | Personaje             | Notas |
| ---- | ----------------------------------- | --------------------- | --- |
| 2019 | Rocketman                           | Stanley Wright        | junto a Taron Egerton, Jamie Bell, Richard Madden, Bryce Dallas Howard y Kit Connor                                                     |
| 2016 | Modern Life Is Rubbish              | Lenny                 | junto a Ian Hart, Tom Riley, Jessie Cave, Sorcha Cusack, Freya Mavor y Matt Milne                                                       |
| 2013 | Kick-Ass 2                          | Papá de Tommy         | junto a Aaron Taylor-Johnson, Chloë Grace Moretz, Morris Chestnut, Augustus Prew, Lyndsy Fonseca, Christopher Mintz-Plasse y Jim Carrey |
| 2012 | The Sweeney                         | Det. Insp. Ivan Lewis | junto a Ray Winstone, Ben Drew, Hayley Atwell, Paul Anderson, Damian Lewis, Allen Leech y Ed Skrein                                     |
| 2009 | Underworld: Rise of the Lycans      | Andreas Tanis         | junto a Michael Sheen, Bill Nighy, Rhona Mitra, Kevin Grevioux, Tania Nolan y Craig Parker                                              |
| 2006 | Underworld: Evolution               | Andreas Tanis         | junto a Kate Beckinsale, Scott Speedman, Tony Curran, Derek Jacobi, Bill Nighy y Michael Sheen                                          |
| 2005 | The Secret Life of Words            | Doctor Sulitzer       | junto a Sarah Polley, Tim Robbins, Eddie Marsan, Julie Christie, Reg Wilson y Leonor Watling                                            |
| 2005 | The Jacket                          | Doctor Hopkins        | junto a Adrien Brody, Keira Knightley, Kris Kristofferson, Kelly Lynch, Brad Renfro y Daniel Craig                                      |
| 2004 | The Tulse Luper Suitcases, Part 2   | Günther Zeloty        | junto a JJ Feild, Raymond J. Barry, Valentina Cervi, Marcel Iures y Jordi Mollà                                                         |
| 2003 | The Tulse Luper Suitcases: Antwerp  | Günther Zeloty        | junto a Enrique Alcides, Raymond J. Barry, Valentina Cervi, Caroline Dhavernas, JJ Feild y Jordi Mollà                                  |
| 2003 | The Tulse Luper Suitcases, Part 1   | Günther Zeloty        | junto a JJ Feild, Raymond J. Barry, Valentina Cervi, Jordi Mollà, Caroline Dhavernas y Anna Galiena                                     |
| 2003 | The Other Boleyn Girl               | George Boleyn         | junto a Natascha McElhone, Jodhi May, Jared Harris, Philip Glenister, Jack Shepherd y John Woodvine                                     |
| 1998 | Different for Girls                 | Kim                   | junto a Rupert Graves y Miriam Margolyes                                                                                                |
| 1998 | Lock, Stock and Two Smoking Barrels | Winston               | junto a Jason Flemyng, Dexter Fletcher, Nick Moran, Jason Statham y Nicholas Rowe                                                       |
| 1998 | The Land Girls                      | Joe Lawrence          | junto a Catherine McCormack, Rachel Weisz, Anna Friel, Paul Bettany y Nigel Planer                                                      |

### Televisión
| Año             | Título                                      | Personaje           | Notas                                            |
| --------------- | ------------------------------------------- | ------------------- | ------------------------------------------------ |
| 2016 - presente | Stan Lee's Lucky Man                        | Det. Supt. Winter   | 20 episodios                                     |
| 2017            | The Halcyon                                 | Richard Garland     | 8 episodios                                      |
| 2014            | The Game                                    | Tom Mallory         | episodio #2 - miniserie                          |
| 2014            | Operation Cloud Lab                         | -                   | miniserie                                        |
| 2014            | From There to Here                          | Robbo Cotton        | 3 episodios - miniserie                          |
| 2013            | What Remains                                | Kieron Moss         | 4 episodios                                      |
| 2013            | Playhouse Presents                          | Doug                | episodio "The Pavement Psychologist"             |
| 2012            | Inside Men                                  | John Coniston       | 4 episodios - miniserie                          |
| 2011            | The Jury                                    | Paul Brierley       | 5 episodios                                      |
| 2011            | Camelot                                     | Ewan                | episodio "Justice"                               |
| 2010            | Luther                                      | Det. Insp. Ian Reed | 7 episodios                                      |
| 2009            | Criminal Justice                            | Det. Chris Sexton   | 5 episodios - miniserie                          |
| 2006            | The Amazing Mrs Pritchard                   | Ian Pritchard       | 6 episodios                                      |
| 2001            | Swallow                                     | Stuart Collins      | 3 episodios                                      |
| 1998            | Undercover Heart                            | Tom Howarth         | miniserie                                        |
| 1998            | Our Mutual Friend                           | John Harmon         | 4 episodios - miniserie                          |
| 1996            | Prime Suspect 5: Errors of Judgement        | "The Street"        | episodio "Part 1"                                |
| 1996            | Karaoke                                     | Mesero              | 3 episodios - miniserie                          |
| 1990, 1994      | Screen One                                  | Simon               | 2 episodios                                      |
| 1994            | Cadfael                                     | Liliwin             | episodio "The Sanctuary Sparrow"                 |
| 1994            | The Chief                                   | Dean Mills          | episodio # 4.9                                   |
| 1994            | A Touch of Frost                            | Dean Hoskins        | episodio "Widows and Orphans"                    |
| 1993            | The Buddha of Suburbia                      | Charlie Kay         | 4 episodios - miniserie                          |
| 1993            | Screenplay                                  | Greg                | episodio "Safe"                                  |
| 1993            | Maigret                                     | Jacques Petillon    | episodio "Maigret and the Maid"                  |
| 1992            | Performance                                 | Hermano             | episodio "Six Characters in Search of an Author" |
| 1992            | Ruth Rendell Mysteries                      | Nicholas Virson     | 2 episodios                                      |
| 1992            | Between the Lines                           | Oficial Fulford     | episodio "Nothing Personal"                      |
| 1992            | Inspector Morse                             | Detective Cheetham  | episodio "Absolute Conviction"                   |
| 1991            | Perfect Scoundrels                          | Joven Kirby         | episodio "Ssh, You Know Who"                     |
| 1991            | Van der Valk                                | Koos                | episodio "The Little Rascals"                    |
| 1991            | Agatha Christie's Poirot                    | Repartidor          | episodio "The Plymouth Express"                  |
| 1990            | The Bill                                    | Tony Martin         | episodio "Market Forces"                         |
| 1990            | Surgical Spirit                             | Martin              | episodio "Something in the Air"                  |
| 1989            | The Woman in Black                          | Rolfe               | Película de televisión                           |
| 1988            | The Storyteller                             | Lucky               | episodio "The Luck Child"                        |
| 1988            | Tickets for the Titanic                     | Josh                | episodio "Everyone a Winner"                     |
| 1987            | The Growing Pains of Adrian Mole            | Nigel Partridge     | 5 episodios                                      |
| 1987            | The Diary of Anne Frank                     | Peter Van Daan      | 3 episodios                                      |
| 1985            | The Secret Diary of Adrian Mole Aged 13 3/4 | Nigel Partridge     | 6 episodios                                      |
| 1985            | Summer Season                               | -                   | episodio "Broken Homes"                          |
| 1985            | Doctor Who                                  | Gazak               | episodio "Timelash: Part One"                    |
| 1983            | Nanny                                       | Tony                | episodio "The Home Front"                        |

### Narrador
| Año  | Título                     | Notas                   |
| ---- | -------------------------- | ----------------------- |
| 2014 | The World Wars             | 4 episodios - miniserie |
| 2014 | Autopsy: The Last Hours Of | 3 episodios             |
| 2009 | The Queen                  | 5 episodios             |
| 2007 | The Beckoning Silence      | -                       |
| 2007 | A Very British Sex Scandal | -                       |
| -    | Black Dogs                 | audiobook               |
| -    | Wasted                     | audiobook               |
| -    | The Kingdom by the Sea     | audiobook               |

### Teatro
| Año         | Obra                        | Personaje | Director (a)   | Teatro                 | Notas                                                                   |
| ----------- | --------------------------- | --------- | -------------- | ---------------------- | ----------------------------------------------------------------------- |
| 2008        | In a Dark Dark House        | -         | -              | -                      | junto a David Morrissey                                                 |
| 2000 - 2001 | My Zinc Bed                 | -         | -              | Royal Court Theatre    | junto a Tom Wilkinson y Julia Ormond                                    |
| 1991        | The Glory of the Garden     | -         | -              | Duke of York's Theatre | junto a Jill Gascoigne, Janine Duvitski y Russell Dixon                 |
| 1990        | Look, Look                  | -         | -              | Aldwych Theatre        | -                                                                       |
| 1988        | The Winter's Tale           | -         | -              | National Theatre       | -                                                                       |
| 1988        | Cymbeline                   | -         | -              | National Theatre       | -                                                                       |
| 1988        | The Tempest                 | Ariel     | -              | National Theatre       | -                                                                       |
| 1988        | 'Tis A Pity She's A Whore   | -         | -              | -                      | -                                                                       |
| 1988        | A Small Family Business     | -         | -              | -                      | -                                                                       |
| 1988        | A Place with the Pigs       | -         | -              | -                      | -                                                                       |
| 1988        | Antony and Cleopatra        | -         | -              | -                      | -                                                                       |
| 1988        | Bartholomew Fair            | -         | -              | -                      | -                                                                       |
| 1988        | Cat on a Hot Tin Roof       | -         | -              | -                      | -                                                                       |
| 1988        | Countrymania                | -         | -              | -                      | -                                                                       |
| 1988        | Entertaining Strangers      | -         | -              | -                      | -                                                                       |
| 1988        | Fanshen                     | -         | -              | -                      | -                                                                       |
| 1988        | Secret Rapture              | -         | -              | -                      | -                                                                       |
| 1988        | Fathers and Sons            | -         | -              | -                      | -                                                                       |
| 1988        | Making History              | -         | -              | -                      | -                                                                       |
| 1988        | Fuente Ovejuna              | -         | -              | -                      | -                                                                       |
| 1988        | Love Songs of World War III | -         | -              | -                      | -                                                                       |
| 1988        | Mountain Language           | -         | -              | -                      | -                                                                       |
| 1988        | Mrs Klein                   | -         | -              | -                      | -                                                                       |
| 1988        | Roots                       | -         | -              | -                      | -                                                                       |
| 1988        | Russell of the Times        | -         | -              | -                      | -                                                                       |
| 1988        | Single Spies                | -         | -              | -                      | -                                                                       |
| 1988        | The Changeling              | -         | -              | -                      | -                                                                       |
| 1988        | The Father                  | -         | -              | -                      | -                                                                       |
| 1988        | The Magic Olypmical Games   | -         | -              | -                      | -                                                                       |
| 1988        | The Pied Piper              | -         | -              | -                      | -                                                                       |
| 1988        | The Shaughraum              | -         | -              | -                      | -                                                                       |
| 1988        | The Strangeness of Others   | -         | -              | -                      | -                                                                       |
| 1988        | Ting Tang Mine              | -         | -              | -                      | -                                                                       |
| 1988        | Waiting for Godot           | -         | -              | -                      | -                                                                       |
| 1987        | Entertaining Mr Sloane      | -         | -              | National Theatre       | -                                                                       |
| 1986        | Brighton Beach Memoirs      | Jerome    | Michael Rudman | Lyttelton Theatre      | junto a Alison Fiske, Frances de la Tour, Robert Glenister y Harry Towb |
| 1986        | Yonadab                     | -         | -              | -                      | -                                                                       |
| 1986        | The Real Inspector Hound    | -         | -              | -                      | -                                                                       |
| 1986        | Dalliance                   | -         | -              | -                      | -                                                                       |
| 1986        | The Critic                  | -         | -              | -                      | -                                                                       |
| 1986        | A Chorus of Disapproval     | -         | -              | -                      | -                                                                       |
| 1986        | Tons of Money               | -         | -              | -                      | -                                                                       |
| 1986        | Pravda                      | -         | -              | -                      | -                                                                       |
| 1986        | Love for Love               | -         | -              | -                      | -                                                                       |
| 1986        | Mrs Warren's Profession     | -         | -              | -                      | -                                                                       |
| 1986        | The Duchess of Malfi        | -         | -              | -                      | -                                                                       |
| 1986        | Not About Heroes            | -         | -              | -                      | -                                                                       |
| 1986        | Hamlet                      | -         | -              | -                      | -                                                                       |
| 1986        | King Lear                   | -         | -              | -                      | -                                                                       |
| 1986        | The Road to Mecca           | -         | -              | -                      | -                                                                       |
| 1986        | The Cherry Orchard          | -         | -              | -                      | -                                                                       |
| 1986        | The Threepenny Opera        | -         | -              | -                      | -                                                                       |
| 1986        | Neaptide                    | -         | -              | -                      | -                                                                       |
| 1986        | Futurists                   | -         | -              | -                      | -                                                                       |
| 1986        | The Pied Piper              | -         | -              | -                      | -                                                                       |
| 1986        | Animal Farm                 | -         | -              | -                      | -                                                                       |
| 1986        | Jacobowsky and The Colonel  | -         | -              | -                      | -                                                                       |
| 1986        | The Magistrate              | -         | -              | -                      | -                                                                       |
| 1986        | The Bay At Nice             | -         | -              | -                      | -                                                                       |
| 1986        | The American Clock          | -         | -              | -                      | -                                                                       |
| 1986        | Coming In To Land           | -         | -              | -                      | -                                                                       |
| 1986        | The Mother                  | -         | -              | -                      | -                                                                       |
| 1984        | See How They Run            | Willie    | -              | Shaftesbury Theatre    | -                                                                       |
| 1983        | Bugsy Malone                | Dandy Dan | -              | Her Majesty's Theatre  | -                                                                       |
| 1982        | Number of the Beast         | -         | -              | Bush Theatre           | -                                                                       |

## Premios y nominaciones
| Año  | Categoría                          | Premio               | Películas           | Resultado |
| ---- | ---------------------------------- | -------------------- | ------------------- | --------- |
| 2002 | Best Actor (junto a Daniel Parker) | Logie Award          | Care                | Ganadores |
| 2001 | Best Actor                         | BAFTA Cymru Award    | Care                | Ganador   |
| 2001 | Best Actor - Male                  | RTS Television Award | Care                | Ganador   |
| 2001 | Best Actor                         | BAFTA TV Award       | Care                | Nominado  |
| 1997 | Best Actor                         | Crystal Star Award   | Different for Girls | Ganador   |